# Rafael Zaldívar
Rafael Zaldívar, né à San Alejo au Salvador en 1834 et mort à Paris le 2 mars 1903, est un médecin et un homme d'État salvadorien. Il est président du Salvador du 1er mai 1876 au 6 avril 1884 et du 21 août de la même année, jusqu'au 14 mai 1885. Il devient diplomate à la suite de ses mandats.